# Banner Hill
Banner Hill est une census-designated place située dans le comté d'Unicoi, dans l’État du Tennessee. Selon le recensement de 2010, sa population s’élève à 1 497 habitants.
Banner Hill fait partie de l’agglomération d’Erwin, le site du comté.

## Source
- (en) Cet article est partiellement ou en totalité issu de l’article de Wikipédia en anglais intitulé « Banner Hill, Tennessee » (voir la liste des auteurs).